# Mister España Internacional 2018
Mister España Internacional 2018 fue la quinta (5.ª) edición del Certamen de Belleza Nacional, Mister España Internacional, el cual se llevó a cabo en el mes de mayo de 2018 en Los Realejos, en la provincia de Tenerife.
Al final de la velada Rubén Castillero, Mister España Internacional 2017 de Vizcaya, coronó a su sucesor, Jesús Collado, que representará a España en el certamen Mister Internacional 2018.

## Resultados
| Resultado                   | Candidato |
| --------------------------- | --- |
| Mister España Internacional | - Valladolid |
| Primer Finalista            | |
| Segundo Finalista           | Bandera de Navarra |
| Tercer Finalista            | Bandera de ? |
| Cuarto Finalista            | Bandera de ? |
| Quinto Finalista            | Bandera de ? |
| Semifinalistas              | Bandera de ? · Bandera de ? · Bandera de ? · Bandera de ? · Bandera de ? · Bandera de ? |
| TOP26                       | Bandera de ? · Bandera de ? · Bandera de ? · Bandera de ? · Bandera de ? · Bandera de ? · Bandera de ? · Bandera de ? · Bandera de ? · Bandera de ? · Bandera de ? · Bandera de ? · Bandera de ? · Bandera de ? |

## Candidatos Oficiales
| Área            | Candidato              |
| --------------- | ---------------------- |
| La Coruña       | Christian Urquízar     |
| Albacete        | Rafael Hernández       |
| Alicante        | Jose Zaragoza          |
| Almería         | Diego Crespo           |
| Andalucía       | Víctor Gálvez          |
| Álava           | Jonatán Fernández      |
| Asturias        | Daniel Prieto          |
| Ávila           | Alejandro Pastor       |
| Badajoz         | Alfonso Rodríguez      |
| Barcelona       | Josep Pérez            |
| Vizcaya         | Rubén Castillero       |
| Burgos          | Jorge Sáiz             |
| Cáceres         | Francisco Quintana     |
| Cádiz           | Antonio Junquera       |
| Canarias        | Esaú García            |
| Cantabria       | Rubén Salas            |
| Castellón       | Mario Orellana         |
| Cataluña        | Juan Gil               |
| Ceuta           | Jorge Rodríguez        |
| Ciudad Real     | Lorenzo Mateos         |
| Com. Valenciana | Carlos Contreras       |
| Córdoba         | Javier Priego          |
| Cuenca          | Carlos Pacheco Chacón  |
| Extremadura     | Alejandro Cifo         |
| Guipúzcoa       | Guillermo López        |
| Gerona          | Ricard Noguer          |
| Granada         | Alejandro Puertas      |
| Guadalajara     | Alejandro Picazo       |
| Huelva          | Antonio López          |
| Huesca          | David Cenis            |
| Islas Baleares  | David Álvaro Fernández |
| Jaén            | Jairo Alcalde          |
| La Rioja        | Jesús Llousas          |
| Las Palmas      | Alejandro González     |
| León            | Rodrigo Escanciano     |
| Lérida          | Ricard Megias          |
| Lugo            | Jesús Hermida          |
| Madrid          | Carlos Andrade         |
| Málaga          | Alexander Calvo        |
| Melilla         | Alonso Trujillo        |
| Murcia          | Luis Rubio             |
| Navarra         | Ion Álvarez            |
| Orense          | Rodrigo López          |
| Palencia        | Edgar González         |
| Pontevedra      | Ricardo Lorenzo        |
| Salamanca       | Balbino Luis           |
| Segovia         | Daniel Blanco          |
| Sevilla         | Manuel Fernandez       |
| Soria           | Mario Guillén          |
| Tarragona       | Gerard Vidal           |
| Tenerife        | Manuel Morell          |
| Teruel          | Manuel de Mora         |
| Toledo          | Jesús Morón            |
| Valencia        | Guillermo Bernat       |
| Valladolid      | Jesús Collado          |
| Zamora          | Iatir Serrano          |
| Zaragoza        | Alejandro Cámara       |

## Datos acerca de los candidatos
- Algunos de los delegados del Mister Internacional España 2017 han participado, o participarán, en otros certámenes de importancia internacionales:

## Jurado Calificador de la Final
- Juan García Postigo, modelo y Mister Mundo 2007.
- Carlos Pérez Gimeno, periodista de Lecturas y TVE.
- Daniel de la Iglesia, periodista de Diez Minutos y TVE.

## Pruebas clasificatorias
Las distintas pruebas tienen un jurado seleccionado en exclusiva para dichas pruebas. El ganador de cada prueba consigue un pase directo a la siguiente fase del certamen, por lo que seis de los veinte puestos en dicha fase son elegidos en los días previos a la final, quedando catorce plazas vacantes que son seleccionadas directamente por el jurado calificador de la final. Además en la prueba de baño, cuyo jurado principal es un representante de la marca de bañadores patrocinadora del certamen BWET, se seleccionan previamente diez finalistas que hacen una sesión en la playa para dicha marca y de la cual sale el ganador de la prueba de baño.
Los resultados de dichas pruebas clasificatorias son los siguientes:
| Pruebas clasificatorias | Pruebas clasificatorias |
| Resultado               | Candidato |
| ----------------------- | --- |
| Redes Sociales          | - Gerona - Efraim Batallé |
| Top Model               | - Valladolid - Gabriel Carro |
| Deporte                 | - Guadalajara - Alejandro Picazo |
| Traje Típico            | - Salamanca - Balbino Luis |
| Baño                    | - Las Palmas - Alejandro González |
| Finalistas en Baño      | - Andalucía - Víctor Gálvez - Barcelona - Josep Pérez - Vizcaya - Rubén Castillero - Extremadura - Alejandro Cifo - Gerona - Efraim Batallé - León - Rodrigo Escanciano - Málaga - Alexander Calvo - Melilla - Alonso Trujillo - Valladolid - Gabriel Carro |

## Enlaces
- Sitio web oficial
- Mister España Internacional